# Distrito de Tiszafüred
El distrito de Tiszafüred (húngaro: Tiszafüredi járás) es un distrito húngaro perteneciente al condado de Jász-Nagykun-Szolnok.
En 2013 su población era de 19 895 habitantes. Su capital es Tiszafüred.

## Municipios
El distrito tiene una ciudad (en negrita) y 6 pueblos (población a 1 de enero de 2012):
Ciudad
- Tiszafüred (10 694) – la capital

Pueblos
- Nagyiván
- Tiszaderzs
- Tiszaigar
- Tiszaörs
- Tiszaszentimre
- Tiszaszőlős